# Ново Село (Пожега)
Ново Село је насељено место у саставу града Пожеге, у Славонији, Република Хрватска.

## Становништво
На попису становништва 2011. године, Ново Село је имало 432 становника.

## Попис1991.
На попису становништва 1991. године, насељено место Ново Село је имало 439 становника, следећег националног састава:
| Попис 1991.‍  | Попис 1991.‍  | Попис 1991.‍ | Попис 1991.‍ | Попис 1991.‍ |
| ------------ | ------------ | ----------- | ----------- | ----------- |
|              |              |             |             |             |
| Хрвати       | Хрвати       |             | 386         | 87,92%      |
| Срби         | Срби         |             | 23          | 5,23%       |
| Муслимани    | Муслимани    |             | 1           | 0,22%       |
| неопредељени | неопредељени |             | 3           | 0,68%       |
| регион. опр. | регион. опр. |             | 1           | 0,22%       |
| непознато    | непознато    |             | 25          | 5,69%       |
| укупно: 439  |              |             |             |             |